# Consiliul municipal Chișinău
Consiliul municipal Chișinău este o autoritate reprezentativă aleasă în vederea soluționării problemelor de interes municipal, care activează în cadrul Primăriei municipiului și coordonează activitatea consiliilor locale din componența acestuia. Este format din 51 de consilieri și reprezintă autoritatea deliberativă a a municipiului, în timp ce primarul reprezintă autoritatea executivă. Este convocat o dată pe lună, iar dacă ordinea de zi o impune, este convocat în ședință extraordinară.

## Consilieri
Conform rezultatelor alegerilor locale din 5 noiembrie 2023 componența Consiliului municipal format din 51 de consilieri este următoarea:
|  | Partid                                       | Consilieri | Componență | Componență | Componență | Componență | Componență | Componență | Componență | Componență | Componență | Componență | Componență | Componență | Componență | Componență | Componență | Componență | Componență | Componență | Componență | Componență |
|  | -------------------------------------------- | ---------- | ---------- | ---------- | ---------- | ---------- | ---------- | ---------- | ---------- | ---------- | ---------- | ---------- | ---------- | ---------- | ---------- | ---------- | ---------- | ---------- | ---------- | ---------- | ---------- | ---------- |
|  | Mișcarea Alternativa Națională               | 20         |            |            |            |            |            |            |            |            |            |            |            |            |            |            |            |            |            |            |            |            |
|  | Partidul Acțiune și Solidaritate             | 20         |            |            |            |            |            |            |            |            |            |            |            |            |            |            |            |            |            |            |            |            |
|  | Partidul Socialiștilor din Republica Moldova | 6          |            |            |            |            |            |            |            |            |            |            |            |            |            |            |            |            |            |            |            |            |
|  | Partidul Comuniștilor din Republica Moldova  | 2          |            |            |            |            |            |            |            |            |            |            |            |            |            |            |            |            |            |            |            |            |
|  | Partidul „Renaștere”                         | 1          |            |            |            |            |            |            |            |            |            |            |            |            |            |            |            |            |            |            |            |            |
|  | Platforma Demnitate și Adevăr                | 1          |            |            |            |            |            |            |            |            |            |            |            |            |            |            |            |            |            |            |            |            |
|  | Partidul Nostru                              | 1          |            |            |            |            |            |            |            |            |            |            |            |            |            |            |            |            |            |            |            |            |

## Comisii
În componența Consiliului activează câteva comisii specializate pe anumite domenii de activitate ale acestuia:
- Comisia juridică, pentru ordinea publică și activitatea administrației publice locale;
- Comisia pentru buget, economie, finanțe, patrimoniu public local, agricultură și problemele suburbiilor;
- Comisia pentru gospodărie locativ-comunală, energetică, servicii tehnice, transport, comunicații și ecologie;
- Comisia pentru construcții, arhitectură și relații funciare;
- Comisia pentru protecție socială, ocrotire a sănătății, educație, cultură, mass-media și relații interetnice.